# Liste des dirigeants actuels des comtés norvégiens
 (août 2023).
Cette page dresse la liste des dirigeants actuels des 19 comtés de la Norvège. Les dirigeants des trois territoires à statut spécial et des territoires antarctiques sont indiqués séparément.

## Dirigeants des comtés
| Comté            | Statut     | Nom                           | Depuis (le)       |
| ---------------- | ---------- | ----------------------------- | ----------------- |
| Akershus         | Gouverneur | Valgerd Svarstad Haugland     | 2011              |
| Akershus         | Maire      | Nils Aage Jegstad             | 2007              |
| Aust-Agder       | Gouverneur | Stein Arve Ytterdahl          | 1er janvier 2016  |
| Aust-Agder       | Maire      | Tellef Inge Mørland           | 2015              |
| Buskerud         | Gouverneur | Helen Bjørnøy                 | 1er octobre 2013  |
| Buskerud         | Maire      | Roger Ryberg                  | 20 octobre 2015   |
| Finnmark         | Gouverneur | Gunnar Kjønnøy                | 10 janvier 1998   |
| Finnmark         | Maire      | Runar Sjåstad                 | 2007              |
| Hedmark          | Gouverneur | Sigbjørn Johnsen              | 10 janvier 1996   |
| Hedmark          | Maire      | Dag Rønning                   | 2011              |
| Hordaland        | Gouverneur | Lars Sponheim                 | 1er juin 2010     |
| Hordaland        | Maire      | Anne Gine Hestetun            | 2015              |
| Møre og Romsdal  | Gouverneur | Lodve Solholm                 | 1er octobre 2009  |
| Møre og Romsdal  | Maire      | Jon Aasen                     | 2011              |
| Nordland         | Gouverneur | Hill-Marta Solberg            | 21 septembre 2007 |
| Nordland         | Maire      | Sonja Alice Steen             | 2011              |
| Nord-Trøndelag   | Gouverneur | Inge Ryan                     | 2 novembre 2009   |
| Nord-Trøndelag   | Maire      | Pål Sæther Eiden              | 13 octobre 2015   |
| Oppland          | Gouverneur | Christl Kvam                  | 2 février 2015    |
| Oppland          | Maire      | Even Aleksander Hagen         | 2 juin 2015       |
| Oslo             | Gouverneur | Valgerd Svarstad Haugland     | 2011              |
| Oslo             | Maire      | Marianne Borgen               | 21 octobre 2015   |
| Østfold          | Gouverneur | Trond Rønningen               | 1er janvier 2016  |
| Østfold          | Maire      | Solveig Ege Tengesdal         | 10 novembre 2015  |
| Rogaland         | Gouverneur | Bent Høie                     | 1er novembre 2021 |
| Rogaland         | Maire      | Marianne Chesak               | 10 novembre 2020  |
| Sogn og Fjordane | Gouverneur | Anne Karin Hamre              | 2011              |
| Sogn og Fjordane | Maire      | Jenny Følling                 | 9 novembre 2015   |
| Sør-Trøndelag    | Gouverneur | Brit Skjelbred                | Mars 2015         |
| Sør-Trøndelag    | Maire      | Tore O. Sandvik               | 2003              |
| Telemark         | Gouverneur | Kari Nordheim-Larsen          | 3 juillet 2006    |
| Telemark         | Maire      | Sven Tore Løkslid             | 2015              |
| Troms            | Gouverneur | Bård Magne Pedersen (intérim) | Septembre 2014    |
| Troms            | Maire      | Knut Werner Hansen            | 2011              |
| Vest-Agder       | Gouverneur | Stein Arve Ytterdahl          | 1er janvier 2016  |
| Vest-Agder       | Maire      | Terje Damman                  | 2011              |
| Vestfold         | Gouverneur | Per Arne Olsen                | Août 2016         |
| Vestfold         | Maire      | Rune Hogsnes                  | 8 novembre 2015   |

## Dirigeants des territoires à statut spécial et de l’Antarctique
| Territoire             | Statut            | Nom                | Depuis (le)       |
| ---------------------- | ----------------- | ------------------ | ----------------- |
| Île Bouvet             | Administrateur    | Kjerstin Askholt   | 2003              |
| Île Bouvet             | Directeur de l’IP | Jan-Gunnar Winther | 2005              |
| Jan Mayen              | Administrateur    | Hill-Marta Solberg | 21 septembre 2007 |
| Île Pierre-Ier         | Administrateur    | Kjerstin Askholt   | 2003              |
| Île Pierre-Ier         | Directeur de l’IP | Jan-Gunnar Winther | 2005              |
| Terre de la Reine-Maud | Administrateur    | Kjerstin Askholt   | 2003              |
| Terre de la Reine-Maud | Directeur de l’IP | Jan-Gunnar Winther | 2005              |
| Svalbard               | Gouverneur        | Kjerstin Askholt   | 15 octobre 2015   |